# Patrick Jacob
Patrick Jacob (St. Johann in Tirol, 17 de octubre de 1996) es un deportista austríaco que compite en biatlón. Ganó una medalla de bronce en el Campeonato Europeo de Biatlón de 2024, en la prueba de relevo mixto individual.

## Palmarés internacional
| Campeonato Europeo | Campeonato Europeo   | Campeonato Europeo | Campeonato Europeo      |
| Año                | Lugar                | Medalla            | Prueba                  |
| ------------------ | -------------------- | ------------------ | ----------------------- |
| 2024               | Osrblie (Eslovaquia) | Medalla de bronce  | Relevo mixto individual |